# The Walking Dead: The Game
The Walking Dead: The Game (также известная как The Walking Dead: Season One) — эпизодическая графическая приключенческая игра по мотивам комикса Роберта Киркмана «Ходячие мертвецы». Игра разработана и издана студией Telltale Games. Изначально выход планировался на последние месяцы 2012 года. Позже релиз The Walking Dead: The Game перенесли на 24 апреля 2012 года (США). Игра выпущена в формате 5 эпизодов, выходящих с интервалом в один-два месяца, и дополнительным 6 эпизодом, выход которого состоялся 3 июля 2013. На территории России и стран СНГ игра официально не издавалась.
Главным героем игры является персонаж Ли Эверетт. В момент начала зомби-апокалипсиса он находится под арестом, но оказывается на свободе и борется за выживание вместе с встреченной им 8-летней девочкой по имени Клементина.
Некоторые из персонажей оригинального комикса также присутствуют в игре, например, Хершел Грин, Шон Грин и Гленн.
Из-за высоких оценок прессы и хороших продаж компания Telltale Games объявила о своих планах продолжать работу над играми под этой маркой. Студия сообщила, что работает над возможностью переноса сохранений в следующую игру, чтобы игроки могли узнать, что случилось дальше с выжившими персонажами. Первый эпизод второго сезона игры вышел 17 декабря 2013 года.

## Игровой процесс
The Walking Dead сочетает классическую приключенческую point-and-click механику с ролевым элементом и напряжёнными quick time event сценами. Telltale Games называют игру «приключенческим хоррором». Грег Миллер сравнивает игру с возможностью создать «свою собственную книгу про зомби».
Роберт Киркман сообщил, что в отличие от типичных игр про зомби, таких как Left 4 Dead, эта игра будет уделять больше внимания характерам и эмоциям персонажей, чем экшену.
Игра разделена на 5 эпизодов, каждый из которых в свою очередь делится на 7—8 глав.
В отличие от других игр про зомби игрок в The Walking Dead не должен бездумно истреблять толпы зомби. Игрок может управлять персонажем напрямую, используя стандартное управление от третьего лица. Определённые места на локациях подсвечены и при наведении на них мышкой или вторым джойстиком на геймпаде с ними можно взаимодействовать. Некоторые найденные предметы можно положить в инвентарь и использовать для продвижения по сюжету игры. В некоторых ситуациях игрок ограничен во времени и может погибнуть в процессе игры. В случае гибели игра автоматически загружает начало сцены и даёт возможность её переиграть. В случае схватки с зомби требуется либо быстро нажимать на подсвеченные места, либо давить множество раз на одну кнопку, что также создаёт напряжённую атмосферу. Такую систему критики посчитали лучшей по сравнению с предыдущей игрой студии Jurassic Park: The Game. Простота управления позволяет сконцентрироваться на сюжете игры.
Головоломки в игре очень простые и их немного. Разработчики не ставили своей целью создание привычных для квестов задач, сразу сообщив, что вместо классических головоломок игроку придётся решать проблемы, которые должны возникнуть у любого выжившего после апокалипсиса. В то же время они служат достаточной разрядкой между напряжёнными моментами сюжета. Особенную критику вызвала задача с починкой радио для Карли в первом эпизоде: радио не работало, потому что Карли не могла правильно вставить в него батарейки. Ответ на эту критику в форме шутки был включён разработчиками во второй эпизод.
Главным в игре являются разговоры и отношения людей. В отличие от других игр студии, в большинстве диалогов нет возможности перебирать подряд варианты и исследовать реакцию на каждую из реплик. Чаще всего время для выбора варианта ответа ограничено и долго думать нельзя. Принятые игроком решения оказывают влияние на сюжет и отношения с другими персонажами игры, при том не только в текущем эпизоде, но и в последующих. Благодаря этому, имеет смысл повторное прохождение игры с другими вариантами ответов.
После прохождения каждого эпизода становится доступна статистика, показывающая процентное соотношении игроков, принявших то или иное решение в ключевых точках сюжета.

## Графика
Графическое оформление игры содержит толстые чёрные линии, обводящие персонажей или важные объекты, как в комиксах. Визуально это схоже с сэл-шейдерной анимацией, однако вместо шейдинга используются особым образом отрисованные текстуры. Разработчики намеренно создали картинку, стилистически похожей на рисунок комикса. Их работа была вдохновлена рисунками Чарли Адлерда, художника оригинального комикса.
Убийства в игре изображаются очень жестоко и кроваво.

## Персонажи
На протяжении всех 5 эпизодов игрок управляет только одним персонажем — Ли Эвереттом, чей характер полностью формируется и развивается игроком, он встречается и общается со множеством других, оказывая влияние на их судьбы. Исключение составляет лишь 6-й эпизод, в котором игрок управляет шестью персонажами по очереди. Грег Миллер утверждает, что благодаря диалогам и озвучиванию персонажей к ним легко привязаться.
- Ли Эверетт — главный герой игры. Он был учителем истории в университете Джорджии, но затем признан виновным в убийстве сенатора, спавшего с его женой, хотя настаивал в суде на самозащите[26]. В начале 1-го эпизода игры его везут в тюрьму, но полицейская машина попадает в аварию и он оказывается на свободе.
- Клементина — девтерагонистка игры. Маленькая девочка восьми лет (после второго эпизода ей исполняется 9 лет), родители которой до начала истории уехали в Саванну, оставив её дома с няней. Провела в своём домике на дереве два дня, пока Ли не нашёл её. Она представляется «лучом надежды» для всей группы. Является нравственным компасом группы.
- Кенни — один из основных персонажей. Родом из Флориды. Познакомился с Ли и Клементиной на ферме Хершела Гринна. Практически с самого начала путешествует с главными героями. Жена Кенни Катя и сын Дак погибают в 3-м эпизоде. В 5-м эпизоде исчезает в толпе ходячих, спасая Бена, или уходит вглубь здания, спасая Кристу. Также появляется в дополнительном эпизоде «400 дней» вместе с Даком на заправке до начала эпидемии; во втором сезоне Клементина встречает его, когда Кенни заметила группа. Он из главных персонажей первого сезона, основной персонаж второго сезона и второстепенный персонаж из третьего сезона игр.

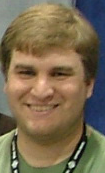
Даг Табакко на Комиконе 2007 года.

При создании персонажей некоторые из них были основаны на реальных людях. Например, один из центральных героев первых эпизодов Даг
основан на бывшем работнике Telltale Games Даге Табакко. А в ходе предзаказа проводилась акция, победитель которой должен был быть включён в игру сначала в виде человека, а затем воскресшего зомби.

## Эпизоды

### Эпизод 1 — «Новый день»

#### Критика
| Сводный рейтинг       | Сводный рейтинг                                     |
| Агрегатор             | Оценка                                              |
| --------------------- | --------------------------------------------------- |
| GameRankings          | 85,14 % (PS3) 83,87 % (X360) 83,38 % (PC)           |
| Metacritic            | 82/100 (PC) 84/100 (PS3) 79/100 (X360) 86/100 (iOS) |
| Иноязычные издания    |                                                     |
| Издание               | Оценка                                              |
| IGN                   | 8,5/10                                              |
| Русскоязычные издания |                                                     |
| Издание               | Оценка                                              |
| Absolute Games        | 72 %                                                |

Некоторые моменты этого двухчасового эпизода были сочтены более горькими и морально сложными, чем встречающиеся в других 40-часовых играх. Первая реакция на выход эпизода со стороны игровых изданий была положительной. IGN и Official Xbox Magazine отметили его как «Выбор редакции». В первую неделю после выхода эпизод занял первое место по числу продаж среди XBLA-игр и четвёртое место по продажам в PSN за апрель. Компания объявила, что за первые две недели было продано более миллиона копий игры.
26 июля 2012 года была выпущена версия эпизода для iOS. Интерфейс в данной версии был изменён, чтобы облегчить игру с использованием сенсорного экрана.

#### Сюжет
Бывшего преподавателя из Университета Джорджии Ли Эверетта везут из Атланты в окружную тюрьму, после того, как он убил местного сенатора, когда застукал того в постели со своей женой. В какой-то момент полицейская машина, в которой он находится, налетает на неожиданно возникшую на дороге человеческую фигуру и вылетает в кювет. Очнувшись, он обнаруживает сопровождавшего офицера мёртвым, более того, ставшим ходячим мертвецом, которого приходится пристрелить из дробовика. Всё ещё не понимая, что произошло, Ли подвергается неожиданному нашествию других таких же мертвецов и ищет помощи в ближайшем доме. В нём он находит Клементину, восьмилетнюю девочку, чьи родители уехали на отдых в Саванну, а её оставили с няней. Она помогает ему спастись от зомби, вовремя протянув молоток. Вместе они решают отправляться искать помощь. Снаружи они встречают Шона Грина, приглашающего их на ферму своего отца Хершела Грина. Они ночуют в амбаре Грина, где на следующее утро знакомятся с семьёй беженцев из Флориды: Кенни, его женой Катей и их сыном Даком. На ферму нападают зомби и кусают Шона, когда тот обустраивает ограду. Хершел сразу же выставляет всех со своей фермы, виня их в произошедшем.
Ли и Клементина вместе с семьёй Кенни направляются в Мэйкон. В городе на них нападают мертвецы, но их спасают выжившие, засевшие в аптеке: Лилли, её отец Ларри, Гленн, Карли и Даг. Впоследствии, выясняется, что аптека принадлежала родителям Ли. Почти сразу группа ссорится, подозревая, что Дак был укушен зомби, но Ларри сражает сердечный приступ и приходится срочно доставать лекарства, накрепко запертые в том же здании. Гленн в это же время решается на вылазку до мотеля за бензином, чтобы группа могла покинуть Мэйкон. Там он находит ещё одну выжившую — Ирэн — и просит Карли и Ли помочь вытащить её. Но девушка оказывается укушенной и совершает самоубийство.
Пытаясь найти ключи от аптеки, Ли вынужден убить обращённого в зомби брата, застрявшего перед аптекой (ещё ранее он выясняет, что его родители аналогично обратились в зомби). Когда же он открывает дверь склада, то активирует сигнализацию, на которую собираются все ходячие мертвецы в округе. Группе выживших приходится бегом покидать магазин, при этом, в зависимости от выбора игрока, либо Карли, либо Даг погибает (согласно собранной «Telltale Games» статистике, 76 % игроков предпочли спасти Карли). Спасшиеся решают засесть в мотеле, так как его легко укрепить, и там есть всё необходимое для выживания. Гленн же решает вернуться в Атланту, чтобы узнать, что случилось с его друзьями и семьёй. И хотя герои настроены оптимистично, а по радио идут сообщения, что к делу подключилась армия, в последней сцене в мотеле отрубается электричество.
Хронологически этот эпизод разворачивается в промежутке между прологом комикса и его основным действием.

### Эпизод 2 — «Жажда помощи»

#### Критика
| Сводный рейтинг    | Сводный рейтинг                           |
| Агрегатор          | Оценка                                    |
| ------------------ | ----------------------------------------- |
| GameRankings       | 86,53 % (PC) 86,26 % (X360) 85,90 % (PS3) |
| Metacritic         | 84/100 (PC) 84/100 (PS3) 84/100 (X360)    |
| Иноязычные издания |                                           |
| Издание            | Оценка                                    |
| IGN                | 8,5/10                                    |

Эпизод стал доступен 27 июня 2012 года для Xbox, а 29 июня в PSN для Северной Америки и на PC.
Во втором эпизоде почти не появляются зомби. Вместо этого история концентрируется на бесчеловечном отношении одних людей к другим. В ходе игры игроку придётся не раз сделать моральный выбор.
29 августа 2012 года эпизод стал доступен для iOS.

#### Сюжет
Действие происходит через три месяца. За это время к группе присоединился Марк, бывший военный. И хотя у него имелась с собой провизия, спустя три месяца даже она подошла к концу. Лилли и Кенни постоянно спорят о том, кто будет главным. Ли и Марк во время охоты натыкаются в лесу на двух студентов, Бена Пола и Трэвиса, и их учителя, Дэвида, попавшегося в хитроумно сделанный медвежий капкан. Вытащить его из ловушки можно лишь перерубив ногу. На шум собираются зомби и поэтому либо игрок бросает Дэвида, но тогда Трэвис получает пулевое ранение, либо отрубает Дэвиду ногу, но тогда на Трэвиса набрасываются зомби. Выжившего с Беном приводят в лагерь, но он всё равно умирает, а через некоторое время превращается в зомби. Убив последнего, все набрасываются на Бена за то, что он их не предупредил, что тот был укушен. В ответ Бен сообщает шокирующую новость: вирус зомби охватил всё человечество и если у человека на момент смерти не был повреждён головной мозг, то, независимо от того, кусали его или нет, он всё равно превратится в зомби.
Вскоре к мотелю приходят Энди и Дэнни Сент-Джонсы и предлагают обмен еды на бензин, а также приглашают на свою ферму, утверждая, что им пригодятся лишние руки, у них безопасно, и есть еда. Часть группы отправляется на ферму осмотреться, Ли и Марк пытаются выяснить безопасно ли оставаться на новом месте и осматривают электрифицированный забор вокруг фермы, для которого и нужен бензин. Во время обхода Марк оказывается ранен неизвестными стрелой в плечо. Бренда, мать братьев, отводит его в дом, а Ли вместе с Дэнни пытаются разыскать напавших — по дороге Дэнни объясняет Ли, что нападавшие являются бандой мародёров, которые до этого несколько раз уже совершали набеги на их ферму и Сент-Джоны откупались от них едой. Они находят их лагерь, но там встречают только невменяемую женщину по имени Джолин. Она угрожает им арбалетом и её убивает, в зависимости от решения игрока, либо Ли, либо Дэнни. Если Ли отказывается стрелять в Джолин, то та в самый последний момент пытается сообщить ему о какой-то опасности, грозящей ему на ферме.
К ужину на ферме собирается почти вся группа, но Ли и Кенни подозревают, что что-то не так и проникают в запертую комнату в амбаре, которая оказывается вся залитая кровью. Неожиданно позади появляется Энди и объясняет, что эту комнату используют для разделки скота. Вернувшись в дом, Ли находит на втором этаже Марка с ампутированными ногами: его мясо послужило обедом для них всех. Клементина, Лилли, Ларри, Ли и Кенни оказываются схваченными и запертыми внутри морозильника. Ларри сражает сердечный приступ, и Кенни, боясь, что тот сейчас станет ходячим мертвецом, убивает его, бросая на голову блок соли. Клементина выбирается через вентиляционное отверстие и выпускает всех. Ли по очереди справляется с обоими братьями (игрок может выбрать судьбу каждого: оставить в живых или убить) и их матерью (которая, в отличие от сыновей, погибает в любом случае), спасая Катю и Дака. Выключается ограда, и на ферму наступает толпа зомби.
По пути назад в мотель выжившие находят брошенную машину «Бьюик-Универсал», полную припасов. Клементина отказывается брать их, мотивируя тем, что они им не принадлежат, и Ли может поддержать её решение или же не поддержать, но остальные решают всё же забрать припасы. Благодаря батарейкам из автомобиля Ли просматривает запись с камеры, найденной в лагере Джолин, и выясняет, что вскоре на мотель нападут бандиты.

### Эпизод 3 — «В долгий путь»

#### Критика
| Сводный рейтинг    | Сводный рейтинг                        |
| Агрегатор          | Оценка                                 |
| ------------------ | -------------------------------------- |
| GameRankings       | 88,47 % (X360) 85,41 % (PC)            |
| Metacritic         | 84/100 (PC) 87/100 (PS3) 88/100 (X360) |
| Иноязычные издания |                                        |
| Издание            | Оценка                                 |
| IGN                | 9/10                                   |

Эпизод вышел 28 августа 2012 года в XBLA и 29 августа в PSN для Северной Америки и на PC/Mac.
В отличие от первых эпизодов, в которых игрок формировал отношения с другими персонажами, в этом они начинают подвергаться испытаниям на прочность.

#### Сюжет
Действие происходит спустя неделю после событий второго эпизода. Ли и Кенни совершают очередную вылазку в Мэйкон в аптеку родителей Ли. Из реплик выясняется, что обстановка в их лагере накалена до предела: Кенни уже не считает это место безопасным и решает вместе с женой и сыном попытаться добраться до Флориды на брошенном там же фургоне; Лили напротив придерживается мнения, что в мотеле безопасней. После возвращения в лагерь между Лили и Кенни вспыхивает очередная ссора, в пылу которой Лили сообщает, что в их сообществе завёлся вор: пропадают лекарства, содержащие опиум. Ли и навязавшийся в помощники Дак обнаруживают в конечном итоге пакет с пропажей в стене за оградой. Пока Ли показывает находку Лилли, в лагерь врываются бандиты — пакет с пропажей предназначался для них. Между ними и группой завязывается перестрелка, на звуки которой спешат мертвецы. Кенни заводит фургон и увозит всех прочь из мотеля. Во время вынужденной остановки на дороге (мёртвый зомби застревает под колёсами) Лилли решает окончательно выяснить, кто вор. Она подозревает Бена (и Карли, если та была спасена в 1-м эпизоде), вытаскивает пистолет и в завязавшемся споре в результате убивает Дага/Карли. Все в ужасе от произошедшего и не знают, что делать с Лилли. Игрок может бросить её или связать и оставить в группе.
Через какое-то время Кенни зовёт Ли и показывает, что во время побега из мотеля Дак был укушен. Фургон доезжает до железной дороги, где путь им преграждает грузовой поезд. Объехать его невозможно, но найденная карта подсказывает, что на поезде можно добраться до Саванны. Даку тем временем становится всё хуже и хуже. Группе удаётся запустить поезд, чтобы отправиться в путь. В это же время к ним присоединяется живший в поезде Чак, потому что они «увозят его дом». Если Лилли не оставили на дороге, то она угоняет фургон. Поезд трогается. Дак начинает кашлять кровью, и приходится сделать остановку, чтобы решить, кто избавит мальчика от страданий. Катя не выдерживает и совершает самоубийство. Далее игрок может сам убить Дака, либо дать это сделать Кенни, либо оставить его превращаться в ходячего. Чак убеждает Ли научить Клементину защищаться, чтобы не повторить судьбу Дака — следуя его советам он учит Клементину обращаться с пистолетом и укорачивает ей волосы, чтобы за них нельзя было схватить. Бен признаётся Ли, что это он воровал припасы и отдавал их бандитам, потому что те шантажировали его, сказав, что держат в заложниках его друзей, что оказалось неправдой.
Поезд доезжает до автомобильного моста, с которого прямо над путями свешивается мешающая проехать цистерна с каким-то горючим. На мосту их встречают двое путешественников: дружелюбный Омид и его недоверчивая подруга Криста. Ли и Клементина обследуют ближайшую железнодорожную станцию, а затем Омид вместе с Ли отцепляют цистерну. В этот момент к поезду подбирается огромная толпа зомби. Омид неудачно спрыгивает на крышу поезда, повреждая ногу. Ему на помощь бросается Криста, но все успевают забраться в поезд.
При подъезде к Саванне «сломанное» радио Клементины оживает, и, пока та спит, Ли с Кенни слышат чей-то голос, который знает, куда группа направляется.

### Эпизод 4 — «За каждым углом»

#### Критика
| Сводный рейтинг    | Сводный рейтинг                        |
| Агрегатор          | Оценка                                 |
| ------------------ | -------------------------------------- |
| GameRankings       | 84,00 % (PC) 82,50 % (X360)            |
| Metacritic         | 78/100 (PC) 79/100 (PS3) 80/100 (X360) |
| Иноязычные издания |                                        |
| Издание            | Оценка                                 |
| IGN                | 7,5/10                                 |

В отличие от предыдущих эпизодов, в четвёртом нет эпических моментов, в некотором смысле его можно назвать даже «филлерным». Сюжет просто продолжает историю и завязывается так, чтобы игроки с нетерпением ожидали последний эпизод. Некоторые моменты вызывают ощущение «это всего лишь сон». Также в эпизоде гораздо больше экшен-сцен. Оценки эпизода в различных игровых изданиях значительно ниже, чем у предыдущих.
Предлагаемый в ходе сюжета выбор обычно встаёт не между большим и меньшим злом, а о том, как защищаться от большего. Кроме важных для сюжетов выборов в диалогах появляется и возможность ответить в духе: «Отложим это. Спасаться надо!». Сэм Гилл, репортёр газеты The Independent, отмечает, что наступивший в мире игры апокалипсис в этом эпизоде иллюстрирует мнение о том, что общество оценивается по тому, как оно обращается со слабой своей частью.

#### Сюжет
Действие начинается где-то через несколько часов после финала предыдущего эпизода. После прибытия в Саванну группа идёт по городу. Они проходят мимо колокольни, на которой начинает звонить колокол, привлекая тем самым всех ходячих в округе. Спасаясь от них, группа скрывается в ближайшем доме, но Чак остаётся сражаться с зомби. В ходе исследования выбранного дома на чердаке Кенни находит мальчика, похожего на Дака, умершего от обезвоживания и ставшего ходячим. Его убивают в качестве акта милосердия и захоранивают во дворе.
В рану Омида попадает инфекция, так что он уже почти не может ходить. Кенни, Ли и втайне последовавшая за ними Клементина отправляются на берег проверить лодки, но не находят ни одной пригодной. Они встречают Молли, девушку-скалолаза, и от неё узнают о том, что произошло в городе: в первые дни выжившие образовали группу Кроуфорд и забаррикадировались в одном из кварталов. Они собрали все оставшиеся в городе припасы, разобрав даже машины, стоявшие на дороге. Но постепенно Кроуфорд начал избавляться от всех, кто не приносил пользу группе: детей, больных и стариков. Заодно Молли рассказывает, что в колокола звонила она — так она отвлекает внимания зомби.
Из-за случайного выстрела Кенни команде приходится спасаться от зомби. Всем удаётся забраться по пожарной лестнице одного из зданий, но Ли вынужден уходить через канализацию, где находит труп Чака. За одним из щитов Ли встречает группу выживших, возглавляемую доктором Верноном, по их словам, сбежавших из Кроуфорда. Они помогают Ли вернуться к группе. Клементина забирается в сарай около занятого ими дома и открывает его. В нём оказывается прицеп с лодкой, что даёт группе надежду.
Омиду нужны антибиотики, а для лодки — топливо и аккумулятор. Группа решает проникнуть на территорию Кроуфорда и забрать нужные припасы. В этом им берётся помочь Вернон и Бри, девушка из его группы. Территория Кроуфорда оказывается наводнена ходячими. Группа разделяется, собирая необходимые припасы. Попутно выясняется судьба поселения Кроуфорда (одна из его членов Анна Корриа забеременела и её просили прервать беременность, но Анна отказалась и в итоге сбежала из Кроуфорда, по пути перестреляв всех, кто пытался её задержать, из-за чего там и появились зомби) и история Молли (она и её сестра изначально жили в Кроуфорде, но потом их выгнали, когда обнаружилось, что сестра страдает диабетом). Ходячие преследуют их, и Бен не выдерживает и признаётся Кенни, что смерть Кати и Дака на его совести. Ярость Кенни прервана, когда в помещение, где они находятся, врываются ходячие и убивают Бри, заставляя всех убегать, а не спорить. По пути Бен оказывается на грани жизни и смерти: его судьбу решает Ли. Уйти группе удаётся через крыши.
Вернон предлагает Ли отдать Клементину его группе. Ли приходит к Клементине и та спрашивает его, будут ли они искать её родителей. Ли вынужден признаться девочке, что, во-первых, они могут не успеть, а, во-вторых, её родители, Дина и Эд, скорее всего мертвы (в доме Клементины Ли слушает сообщение на автоответчике от Дины, из которого следует, что их положение очень бедственное). На следующее утро Ли обнаруживает пропажу девочки, находит её рацию и оказывается укушен зомби. Он может попросить помощи в поисках Клементины у группы и каждый примет решение (Омид и Криста принимают решение вместе): идти с Ли, или нет. В логове группы Вернона никого не оказывается. Неожиданно Ли слышит по рации голос Клементины, которая говорит, что она находится в отеле «У Маршей», но затем раздаётся голос неизвестного, который говорит, что Клементина у него.

### Эпизод 5 — «Время на исходе»

#### Критика
| Сводный рейтинг    | Сводный рейтинг                        |
| Агрегатор          | Оценка                                 |
| ------------------ | -------------------------------------- |
| GameRankings       | 94,75 % (PC) 88,15 % (X360)            |
| Metacritic         | 89/100 (PC) 88/100 (PS3) 88/100 (X360) |
| Иноязычные издания |                                        |
| Издание            | Оценка                                 |
| IGN                | 9,5/10                                 |

В пятом эпизоде приходится принимать гораздо больше значительных решений, чем в предыдущих. Ли в этом эпизоде действует гораздо прямолинейнее, чем раньше. Все его действия подчинены одной цели: найти Клементину. Когда же сюжет замедляется и ненадолго даёт передышку, то использует её, чтобы переосмыслить произошедшее ранее, в предыдущих 4 эпизодах. В эпизоде отсутствуют сложные загадки, в нём больше действий и битв с зомби. Эпизод был сочтён идеальным завершением истории Ли.

#### Сюжет
Ли по рации заканчивает разговор с незнакомцем, утверждающим, что исчезновение Клементины — это не похищение, а спасение. После этого Ли начинает чувствовать недомогание и, независимо от того, пришёл ли он один или нет, появляется выбор — ампутировать ему левую руку или нет. После этого Ли и остальные возвращаются в особняк, где обнаруживают, что группа Вернона украла лодку. Зомби наступают на особняк и группа отступает на чердак, где через проломленную стену пробираются в соседний дом. Далее идёт разделение сюжета, зависящее от того, был ли в предыдущем эпизоде спасён Бен или нет:
- Если Бен был спасён, то при прыжке с балкона он падает, и напарывается животом на стальной кол от балкона. Кенни и Ли пытаются помочь ему, но окружающие их зомби мешают этому. Кенни до последнего остаётся с Беном и из «милосердия» застреливает Бена последним патроном из пистолета (чтобы избавить его от мук), после чего теряется в толпе зомби.
- Если Бен не был спасён, то группа благополучно перебирается с балкона. В ходе дальнейшего разговора, идя по крыше, Кенни случайно толкает Ли и тот роняет рацию в люк на крыше. Криста спускается за ней, достаёт, но не может выбраться назад. Кенни спускается в люк и помогает выбраться Кристе, но сам не успевает выбраться и прячется от зомби в глубине дома.

Ли, Криста и Омид почти добираются до гостиницы, но при попытке перебраться через улицу по вывеске разделяются. Ли принимает решение спуститься и идти напрямую через толпу зомби. При подходе к гостинице он видит «Бьюик-Универсал» из второго эпизода. В отеле он встречает похитителя Клементины, оказавшегося владельцем припасов, найденных тогда группой — всё это в итоге стало катализатором целой череды событий, из-за которых вся семья этого человека погибла. Незнакомец обвиняет Ли в том, что тот подвергал Клементину опасности. В конечном итоге Ли и Клементина убивают его.
Выяснив, что запах зомби может замаскировать выживших, Ли натирает Клементину кровью мертвеца. На выходе из отеля Клементина видит своих родителей-зомби. Ли становится хуже, и он теряет сознание. Клементина с трудом оттаскивает его в ювелирную лавку и запирает дверь. Ли объясняет, что он был укушен и подсказывает Клементине, что делать дальше. Игра заканчивается следующей сценой: либо уходом Клементины из помещения, либо убийством ею Ли.
В финальном ролике после титров подавленная и расстроенная Клементина идёт по полю и видит две фигуры вдалеке. Она оказывается в растерянности, не зная, как поступить. Затем увиденная девочкой пара останавливается и замечает Клементину.

### Дополнение «400 дней»

#### Критика
| Сводный рейтинг    | Сводный рейтинг                        |
| Агрегатор          | Оценка                                 |
| ------------------ | -------------------------------------- |
| GameRankings       | PC: 78,00 % PS3: 78,20 % X360: 76,88 % |
| Иноязычные издания |                                        |
| Издание            | Оценка                                 |
| IGN                | 8,9                                    |

11 июня 2013 года в сети появился трейлер дополнительного шестого эпизода под названием «400 дней». Он является последним эпизодом первого сезона игры. Эпизод состоит из 5 историй, которые предлагают свою точку зрения на зомби-апокалипсис.
Все истории начинаются в разные дни и охватывают период со 2-го по 400-й дни эпидемии. Эти истории можно играть в любом порядке и узнать, каким образом они влияют друг на друга.
Шоссе Джорджии является ключевым местом, где происходят все события. Также есть возможность увидеть, как мир разваливается на куски с каждым днём. Например, закусочная может быть целой в одной истории, но в другой все окна будут заколочены для защиты от зомби снаружи. По мере того, как разворачивается апокалипсис, персонажей ожидают различные изменения поведения на ситуацию, которая происходит в данный момент.
В эпизод можно перенести информацию из сохранённой игры в прошлые пять эпизодов, и решения, принятые в 6-м эпизоде «400 дней» перейдут во второй сезон игры. Эпизод доступен для Microsoft Windows, Mac OS X, iOS, Android, Xbox 360, PlayStation 3, и специальный комплект издания PlayStation Vita будет включать в себя полный первый сезон, включая 6-й. Выход 6-го эпизода состоялся 3 июля 2013 года на PC и Mac. Выход эпизода на PlayStation Vita состоялся 20 августа 2013.

#### Сюжет
Сюжет построен на пяти историях пяти людей (Винс, Уайетт, Рассел, Бонни и Шел), которые происходили параллельно всему первому сезону (некоторые происходят в промежутке между прологом и основным действием второго сезона). Почти в каждой истории появляется заправка «Гилс-Питстоп».
- Винс едет в тюремном автобусе в тюрьму. Один заключённый начинает душить другого и нерасторопный конвоир случайно убивает одного из них. Через какое-то время тот оживает и конвоиры, испугавшись сбегают. Винсу и одному из его товарищей удаётся сбежать после того, как они отстреливают скобу, которая удерживала их цепь.
- Уайетт и его друг Эдди удирают от кого-то на машине и прячутся от него в кювете, воспользовавшись туманом. Случайно они сбивают кого-то и, в зависимости от действий игрока, Уайетт либо идёт посмотреть, был ли тот живой, либо же остаётся в машине. Через какое-то время на машину нападает тот, от кого они удирали, из-за чего Уайетт либо уезжает, бросив Эдди, либо же уходит в туман.
- Рассел идёт пешком по обочине дороги (по которой ехала группа Ли в третьем эпизоде), в надежде добраться до Стейтсборо, где живёт его бабушка. Его подбирает на грузовике мужчина по имени Нэйт, который, по мере общения с Расселом, начинает всё больше демонстрировать признаки психической неадекватности и садизма. Через какое-то время они подъезжают к заправке «Гилс-Питстоп», где Нэйт, предлагает поискать припасы. Неожиданно с заправки по ним открывают огонь. Им удаётся пробраться внутрь и ранить стрелка, но затем Рассел видит, что это была пара стариков, Уолт и его жена Джин. Уолт заявляет, что Нэйт уже был тут раньше и пытался их ограбить. У Рассела есть выбор либо остаться с Нэйтом, либо уйти. Независимо от выбора Нэйт застрелит стариков. Если история Рассела была пройдена после истории Уайетта, то выяснится, что человеком, от которого удирали Уайетт и Эдди, был Нэйт.
- Бонни, Лиланд и его жена Ди спасаются бегством после того, как последняя украла у одной общины сумку с припасами. Они прячутся на кукурузном поле, где Бонни в итоге теряет их след. Видя, как к ней кто-то приближается, она хватает железный прут и бьёт того человека по голове, но к своему ужасу обнаруживает, что была Ди. В зависимости от принятых действий Бонни либо уводит убитого горем Лиланда с собой, либо уходит одна.
- Шел живёт вместе с младшей сестрой Беккой и ещё несколькими людьми на заправке «Гилс-Питстоп» (выясняется, что это у них украла сумку Ди). На территорию пробирается неговорящий по-английски незнакомец и пытается украсть у них еду. Перед Шел встаёт выбор: отпустить незнакомца или же (поскольку высказывают версию, что он может быть шпионом) убить его. Далее действие переносится примерно на месяц вперёд. Если незнакомец был отпущен, то на заправку было совершенно нападение и, хотя оно было отбито, люди на заправке понесли потери. В обеих вариантах это приводит к тому, что глава группы Роман ужесточил правила и теперь на территории заправки царит совершенно безрадостная атмосфера. Обнаруживается, что одна из девушек Стэфани попыталась обокрасть их и сбежать, поэтому перед Шел встаёт выбор: убить Стэфани или же вместе с Беккой сбежать на фургоне. Среди людей группы присутствуют члены группы Вернона — выясняется, что вскоре после кражи лодки группа распалась, но судьба Вернона не озвучена.

В финале на 400-й день после начала эпидемии на теперь уже окончательно заброшенную заправку «Гилс-Питстоп» приходит Тавия. За это время все пятеро героев встретились и разбили недалеко от заправки палаточный лагерь, а на самой заправке оставили на доске объявлений свои фотографии и план дороги к их лагерю, в надежде что так их смогут разыскать их друзья. Тавия приходит в их лагерь и говорит, что она представитель одной большой общины на севере, и приглашает их туда, потому что там они будут в большей безопасности и, возможно, найдут там своих друзей и родственников. В зависимости от действий игрока во всех пяти историях и реплик самой Тавии, последней либо удаётся уговорить пойти всех, либо только некоторых. Всё завершается тем, что она отдаёт им их фотографии, после чего те сжигают их на костре.

## Музыка и звук
Озвучивание персонажей в игре не раз вызвало похвалу, но фоновая музыка во втором эпизоде подверглась критике из-за того, что прекращала порой звучать в середине сцен.

## Создание игры
Официально о планах на выход игры по мотивам комикса «Ходячие мертвецы» компания Telltale Games объявила 17 февраля 2011 года, подтвердив ходившие до того времени слухи. Изначально выход игры планировался на четвёртый квартал 2011 года. С самого начала планировалось выпускать игру в формате эпизодов, а сюжет строить на основе комиксов, а не сериала.
Игра была представлена в 2011 году на E3 и Comic-Con, где впервые был продемонстрирован игровой арт Ли и Клементины.
Параллельно с игрой компания выпускает 9 серий репортажа Playing Dead, рассказывающего о создании игры. Первая его серия вышла 15 февраля 2012 года. 6 марта была выпущена 2 серия, в которой о создании игры рассказывали Гэри Уитта, консультировавший при разработке сценария игры, и Шон Ванаман, ведущий дизайнер игры.
Первый тизер игры появился 15 марта на официальном сайте, а премьера первого трейлера произошла в шоу IGN Up at Noon 18 марта. К его созданию кроме работников Telltale Games был привлечён Дэниел Канемото, автор фанатского клипа к сериалу.
Вместе с предзаказом компания объявила об акции, по условиям которой один из предзаказавших игру игроков должен был появиться в самой игре в роли человека, а затем и воскреснув как зомби.
Роберт Киркман, создатель оригинального комикса, дал интервью о взаимодействии с командой игры на Image Comics Expo в Окленде, Калифорния. Это интервью стало частью 3-й серии Playing Dead, вышедшей 22 марта 2012 года. В вышедшей 24 мая 4-й серии дизайнеры Шон Ванаман и Джейк Родкин рассказывали о некоторых деталях 1 и 2 эпизодов.
5-я серия Playing Dead вышла одновременно с 3 эпизодом игры 27 августа 2012 года.
Основные моменты истории, такие как жизнь или смерть героев, были распланированы с самого начала и остались неизменными на протяжении всего производства игры, но при доработке игры разработчики прислушивались к мнению фанатов и в некоторой мере учитывали его.
Как отметил сценарист игры Гэри Уитта, в первую очередь к вселенной «Ходячих мертвецов» его привлёк именно сюжет, на котором и строится как оригинальный комикс, так и игра. Именно это сделало игру скорее анимированным комиксом, чем экшеном.
Фанатам вселенной понравилось появление в игре персонажей из оригинальных комиксов, поэтому в 2012 году Гэри Уитта признался, что разработчики и дальше собираются включать их в историю, если это будет возможно, но перебарщивать они не намерены.

## Критика и награды
| Сводный рейтинг       | Сводный рейтинг |
| Агрегатор             | Оценка          |
| --------------------- | --------------- |
| GameRankings          | 91,80 %         |
| Иноязычные издания    |                 |
| Издание               | Оценка          |
| IGN                   | 9,3/10          |
| Русскоязычные издания |                 |
| Издание               | Оценка          |
| PlayGround.ru         | 8,5/10          |

Игра отличается от других игр про зомби. В первую очередь тем, что зомби в ней вызывают чувства. Они, как было отмечено в газете The New York Times, «разработаны так, чтобы быть убитыми игроком, но, в этот раз, никакого удовольствия от этого убийства вы не получите».
Как отметил репортёр IGN, хоть она и принадлежит к жанру квестов, но главной особенностью игры является её адаптируемость к принимаемым решениям, диалоги и выбор реплик игроком, меняющий весь сюжет игры. Именно это делает игру особенной и выделяющейся из многих других. В некоторых рецензиях отмечается, что на самом деле в игре присутствует лишь «иллюзия выбора», так как изменить основные события и конец нельзя. Выбор игрока на деле влияет на игру гораздо меньше, чем кажется. Грег Миллер сравнил возможность выбора с раскрашиванием заранее созданной книги: игрок выбирает цвета к уже нарисованной картинке, отметив, что главное в игре именно эмоции и чувства, которые она пробуждает благодаря этому «раскрашиванию». Есть даже интересный факт, актёр который озвучивал Ли заплакал при виде концовки со смертью, это значит только то, что игра пронизана чувствами и эмоциями так, что способна затронуть душу, это как книга, которую мы не читаем, а видим и сами её немного изменяем, игра показывает апокалипсис не со стороны экшена, а трагедии и заставляет задуматься.
Игру не раз называли анимированным комиксом, иллюстрированной книгой-игрой или даже параллельным сериалом.
На игру оказали влияние ранние работы студии LucasArts, так как многие сотрудники Telltale Games раньше работали в этой фирме. Репортёр The Independent сравнил игру с Grim Fandango, только с QTE.
Летом 2018 года, благодаря уязвимости в защите Steam Web API, стало известно, что точное количество пользователей сервиса Steam, которые играли в игру хотя бы один раз, составляет 2 846 244 человека.
Рейтинги
Игра попала во множество рейтингов и получила множество наград различных издательств.
Игра вошла в десятку апокалиптических игр всех времён по версии The Independent.
Игра была включена в ТОП-10 лучших игр 2012 года по версии The Independent.
Веб-сайт Cheat Code Central присудил The Walking Dead и Telltale Games победу в номинациях «Игра года», «Студия года», «Лучшая загружаемая игра», «Лучшая игра по лицензии», «Мужской персонаж года — Ли», «Женский персонаж года — Клементина».
В декабре 2012 года The Walking Dead выиграла награду Video Game Awards сразу в четырёх номинациях: «Игра года», «Лучший женский персонаж (Клементина)», «Лучшая адаптированная игра», «Лучшая загружаемая игра».
The Walking Dead получила премию BAFTA в области игр 2013 года в номинациях «Mobile & Handheld» и «Story».
Игра выиграла в категории «Игра года» по версии портала Yahoo!.
Компания Telltale Games была названа студией года по версии VG247.